# Susan Seidelman
Susan Seidelman, född 11 december 1952 i Philadelphia, är en amerikansk filmregissör och manusförfattare.
Seidelman debuterade med På driven i New York (1982), vilken följdes av Susan, var är du? (1985) och En hon-djävuls liv och lustar (1989). Dessa filmer hade ofta kvinnor i huvudrollen och kännetecknades av ett humoristiskt kvinnligt eller feministiskt perspektiv. Hon har också regisserat komedier som I Gaudis fotspår (2001), Boynton Beach Club (2005), Musical Chairs (2011) och The Hot Flashes (2013) samt arbetat för televisionen. För TV har hon bland annat varit med och regisserat några avsnitt av Sex and the City (1998).

## Priser och nomineringar
| År   | Utmärkelse                              | Kategori                          | Verk                 | Resultat  | Noter  |
| ---- | --------------------------------------- | --------------------------------- | -------------------- | --------- | ------ |
| 2021 | Mystic Film Festival                    | Lifetime Achievement Award        |                      | Vann      | [ 9 ]  |
| 2015 | New Hope Film Festival                  | Lifetime Achievement Award        |                      | Vann      | [ 10 ] |
| 2013 | Women Film Critics Circle Award         | Best Ensemble Cast                | The Hot Flashes      | Nominerad |        |
| 2013 | Massachusetts Independent Film Festival | Best Feature Film                 | Musical Chairs       | Vann      |        |
| 2013 | Massachusetts Independent Film Festival | Best Feature Director             | Musical Chairs       | Vann      |        |
| 2012 | GLAAD Media Award                       | Outstanding Film, Limited Release | Musical Chairs       | Nominerad |        |
| 2012 | Astaire Awards                          | Best Dance Film                   | Musical Chairs       | Nominerad |        |
| 2007 | AARP Movies For Grownups Awards         | Best Screenplay                   | Boynton Beach Club   | Nominerad |        |
| 2006 | LA Femme International Film Festival    | Meritorious Achievement Award     |                      | Vann      | [ 11 ] |
| 1993 | Academy Award (Oscar)                   | Oscar för bästa kortfilm          | The Dutch Master     | Nominerad | [ 12 ] |
| 1989 | New York Women in Film and Television   | Muse Award                        |                      | Vann      | [ 13 ] |
| 1986 | Césarpriset                             | Bästa utländska film              | Susan, var är du?    | Nominerad | [ 14 ] |
| 1982 | Cannesfestivalen                        | Guldpalmen                        | På driven i New York | Nominerad | [ 15 ] |

## Filmografi

### Filmer
| År   | Titel                          | Noter                                         |
| ---- | ------------------------------ | --------------------------------------------- |
| 1982 | På driven i New York           |                                               |
| 1985 | Susan, var är du?              |                                               |
| 1987 | Making Mr. Right               |                                               |
| 1989 | Cookie                         |                                               |
| 1989 | En hon-djävuls liv och lustar  |                                               |
| 1992 | Confessions of a Suburban Girl | Dokumentärfilm                                |
| 1996 | Tales of Erotica               | Delfilm: The Dutch Master                     |
| 2001 | I Gaudis fotspår               |                                               |
| 2005 | Boynton Beach Club             | Manusförfattare tillsammans med Shelly Gitlow |
| 2011 | Musical Chairs                 |                                               |
| 2013 | The Hot Flashes                |                                               |
| 2017 | Cut in Half                    | Kortfilm                                      |

### TV
| År      | Titel                  | Noter |
| ------- | ---------------------- | --- |
| 1995    | The Barefoot Executive | TV-film |
| 1996    | Early Edition          | Avsnitt: "Thief Swipes Mayor's Dog"                                                                                     |
| 1998    | Sex and the City       | Avsnitt: "Sex and the City" (pilot) Avsnitt: "The Power of Female Sex" Avsnitt: "The Baby Shower"                       |
| 1999    | A Cooler Climate       | TV-film |
| 1999    | Now and Again          | Avsnitt: "One for the Money"                                                                                            |
| 2002    | Power and Beauty       | TV-film |
| 2004    | The Ranch              | TV-film |
| 2005    | Stella                 | Avsnitt: "Office Party" Avsnitt: "Paper Route"                                                                          |
| 2009–10 | The Electric Company   | Avsnitt: "The Flube Whisperer" Avsnitt: "Mighty Bright Fight" Avsnitt: "Jules Quest" Avsnitt: "Revolutionary Doughnuts" |